# سیدی رحال
سیدی رحال (به فرانسوی: Sidi Rahhal) یک منطقهٔ مسکونی در مراکش است که در استان قلعه سراغنه واقع شده‌است. سیدی رحال ۹٬۹۰۶ نفر جمعیت دارد و ۶۴۰ متر بالاتر از سطح دریا واقع شده‌است.